# Jesaja

Die große Jesajarolle aus Qumran

| Das Jesajabuch | Das Jesajabuch |
| Die drei Teile | Kapitel        |
| -------------- | -------------- |
| Protojesaja    | 1–39           |
| Deuterojesaja  | 40–55          |
| Tritojesaja    | 56–66          |

| Nevi’im (Propheten) des Tanach                                                      |
| ----------------------------------------------------------------------------------- |
| Vordere Propheten                                                                   |
| - Buch Josua - Buch der Richter - Samuel (1. und 2. Buch) - Könige (1. und 2. Buch) |
| Hintere Propheten                                                                   |
| - Jesaja - Jeremia - Ezechiel - Zwölfprophetenbuch                                  |

| Schriftpropheten des Alten Testaments                                                                    |
| --- |
| Große Propheten                                                                                          |
| - Jesaja - Jeremia - Klagelieder Jeremias - Baruch mit Brief des Jeremia - Ezechiel - Daniel (+ Zusätze) |
| Kleine Propheten                                                                                         |
| - Hosea - Joel - Amos - Obadja - Jona - Micha - Nahum - Habakuk - Zefanja - Haggai - Sacharja - Maleachi |
| Namen nach dem ÖVBE Kursiv: Katholischer Deuterokanon                                                    |

| Bücher des Alten Testaments |
| --- |
| Pentateuch |
| - Genesis (1. Mose) - Exodus (2. Mose) - Levitikus (3. Mose) - Numeri (4. Mose) - Deuteronomium (5. Mose) |
| Geschichtsbücher |
| - Josua - Richter - Rut - 1. Samuel - 2. Samuel - 1. Könige - 2. Könige - 1. Chronik - 2. Chronik - Esra - Nehemia - Tobit (Tobias) - Judit - Ester + Zusätze - 1. Makkabäer - 2. Makkabäer                                                                        |
| Lehrbücher |
| - Ijob (Hiob) - Psalmen - Sprichwörter (Sprüche Salomos) - Kohelet (Prediger Salomo) - Hoheslied - Weisheit Salomos - Jesus Sirach |
| Propheten |
| „Große“ - Jesaja - Jeremia - Klagelieder Jeremias - Baruch mit Brief des Jeremia - Ezechiel (Hesekiel) - Daniel (+ Zusätze) „Kleine“ (Zwölfprophetenbuch) - Hosea - Joel - Amos - Obadja - Jona - Micha - Nahum - Habakuk - Zefanja - Haggai - Sacharja - Maleachi |
| - Namen nach dem ÖVBE, konsequent angewandt z. B. in der Einheitsübersetzung - Eingeklammerte Namen: ältere protestantische Tradition, als Ausnahme (neben ÖVBE) in der Lutherbibel - Kursiv: Deuterokanonische Schriften                                          |

Jesaja (auch Isaias – hebräisch יְשַׁעְיָהוּ Jəšaʿjā́hû, altgriechisch Ἠσαΐας Ēsaḯas – oder Jeschaiah ben Amoz, hebräisch ישעיהו בן אמוץ) war der erste große Schriftprophet der hebräischen Bibel. Er wirkte zwischen 740 und 701 v. Chr. im damaligen Südreich Juda und verkündete diesem wie auch dem Nordreich Israel und dem anrückenden Großreich Assyrien das Gericht Gottes (JHWH). Er verhieß den Israeliten aber auch eine endzeitliche Wende zum Heil, das heißt zu universalem Frieden und Gerechtigkeit, und kündigte erstmals einen zukünftigen Messias als gerechten Richter und Retter der Armen an.
Das gleichnamige Buch der Bibel überliefert seine Prophetie in den Kapiteln 1–39. Diese bezeichnet man seit 1892 als Protojesaja.
Im Unterschied dazu werden fast von der gesamten biblischen Wissenschaft die weiter hinten stehenden Buchteile als Deuterojesaja (Jes 40–55) und Tritojesaja (Jes 56–66) auf spätere, exilisch-nachexilische Propheten und deren Tradenten zurückgeführt, die ihre Stoffe dem historischen Jesaja aus der Assyrerzeit (8. und 7. Jahrhundert v. Chr.) zuschrieben.
Fast von der gesamten biblischen Wissenschaft wird ein einheitliches Jesajabuch um 200 v. Chr. bei Jesus Sirach vorausgesetzt. Die älteste bekannte vollständige hebräische Handschrift des Buches, die große Jesajarolle, wurde bis spätestens 150 v. Chr. erstellt. Es spielt im rabbinischen Judentum (Talmud) und im Urchristentum (Neues Testament) eine herausragende Rolle. Es eröffnet im jüdischen Bibelkanon die Reihe der „hinteren“, im christlichen Kanon die der „großen“ Propheten.

## Name
Der hebräische Name Jesaja wird im masoretischen Text יְשַׁעְיָהוּ jəšaʿjāhû geschrieben. Es handelt sich um einen Satznamen, dessen Subjekt יָהוּ jāhû eine Kurzform von „Jahwe“ (JHWH), ist. Sein Prädikat gehört zur Wurzel ישׁעjšʿ „retten, befreien, in der Not helfen“. Ebenfalls ist es möglich, den zweiten Teil des Namens als von dieser Wurzel abgeleitetes Substantiv יֵשַׁעješaʿ „Hilfe, Rettung“ aufzufassen. Der Name bedeutet daher „Hilfe ist JHWH / Geholfen hat JHWH“.

## Aufbau
Der erste Teil (Jes 1–39 oder „Protojesaja“) ist durch die jeweiligen Einleitungssätze gegliedert:
| Text  | Inhalt                                         |
| ----- | ---------------------------------------------- |
| 1–12  | „Schauung Jesajas […] über Juda und Jerusalem“ |
| 13–23 | „Aussprüche“ über Fremdvölker                  |
| 24–27 | sog. Jesaja-Apokalypse                         |
| 28–35 | „Wehe“-Rufe                                    |
| 36–39 | Fremdberichte                                  |

Die ersten 12 Kapitel durchzieht eine vierfache Abfolge von Sündenaufweis, Ankündigung des Gerichts (einer historischen Katastrophe) und Wiederherstellung durch JHWH und/oder einen künftigen messianischen König:
| Text                | Inhalt                      |
| ------------------- | --------------------------- |
| 1,2–20.29–31        | Sünde/Katastrophe           |
| 1,21–26; 2,1–5      | Wiederherstellung (Zion)    |
| 2,6–4,1             | Sünde/Katastrophe           |
| 4,2–6               | Wiederherstellung (Zion)    |
| 5,1–8,23a           | Sünde/Katastrophe           |
| 8,23b–9,6           | Wiederherstellung (Messias) |
| 9,7–10,19 (+ 20–34) | Sünde/Katastrophe           |
| 10,20–27; 11,1–16   | Wiederherstellung (Messias) |

Die mit „Ausspruch für …“ eingeleiteten Abschnitte sind in Gruppen zusammengestellt:
| Text                                         | Inhalt                                                                           |
| -------------------------------------------- | -------------------------------------------------------------------------------- |
| 13,1–22 14,4–23 14,24–27 14,28–32            | Babel König von Babel Assur Philistäa                                            |
| 15,1–16,14 17,1–11 17,12–14 18,1–7 19 20,1–6 | Moab Damaskus und Israel Assur Kusch Ägypten Ägypten und Kusch (Zeichenhandlung) |
| 21,1–10 21,11–12 21,13–17 22,1–25 23,1–18    | Babel Duma/Edom Arabien Jerusalem Tyros und Sidon                                |

Kapitel 24–27 bilden das Ziel der Fremdvölkersprüche, nun bezogen auf die ganze Erde, und eine thematische Einheit: Laut Jes 24 bewirkt JHWH die Verwüstung der ganzen Erde, laut Jes 25–27 gewährt er inmitten dieser universalen Verwüstung Rettung (25,9; 26,1), nämlich am „Berg“ (25,6–10) bzw. „Berg Zion“ (24,23; 27,13).
Kapitel 28–35 sind durch den Schrei der Totenklage („Wehe…“) mit wechselnden Adressaten und darin eingestreute Gnaden- und Heilsworte gegliedert:
| Text               | Inhalt                                                                  |
| ------------------ | ----------------------------------------------------------------------- |
| 28,1–4 28,5f.23–29 | Efraim Wiederherstellung                                                |
| 29,1–14 29,5–8     | Ariel Wiederherstellung                                                 |
| 29,15f. 29,17–24   | das Volk Wiederherstellung                                              |
| 30,1–17 30,18–26   | die Söhne Wiederherstellung                                             |
| 30,27ff. 32–33     | Jerusalem (Schonung – Katastrophe – Schonung)                           |
| 34–35              | den „Verwüster“ (Katastrophe für Edom / Rückkehr der Erlösten zum Zion) |

Die Kapitel 36–39 bieten Erzählungen über Jesaja und den vorexilischen König Hiskija, die großenteils auch in 2 Kön 18–20  überliefert sind. Diese Fremdberichte kontrastieren die Fremd- und Ich-Berichte in Jes 7–8 und kündigen in Jes 39,1–6 zuletzt das über 150 Jahre später erfolgte babylonische Exil (586–539 v. Chr.) an. Damit wurde der erste (1–39) mit dem zweiten Buchteil (40–66) verknüpft, der das Ende jenes Exils verheißt.

## Entstehung
Jes 1,1  schreibt das folgende „Gesicht“ einem „Jesaja ben Amoz“ zu, der „zur Zeit des Usija, Jotam, Ahas und Hiskia, der Könige von Juda“ gewirkt habe. Jes 7–8 spielen auf den Untergang des Nordreichs Israel (722 v. Chr.) an. Jes 36–39 und 2 Kön 18–20 bestätigen Jesajas Auftreten unter König Hiskija. Außerbiblische Chroniken bestätigen die dort geschilderte Belagerung Jerusalems beim Feldzug des assyrischen Herrschers Sanherib (703–701 v. Chr.). Daher gilt als gesichert, dass dieser Jesaja ein historischer jüdischer Prophet war, der mindestens zwischen 734 und 701 v. Chr. in Jerusalem und Juda auftrat.
Sir 48,22–25 , die Autoren der griechischen Septuaginta und die Kirchenväter betrachteten diesen Propheten als Autor des ganzen nach ihm benannten Buchs. Der Talmud dagegen schrieb es einem Schreiberkollektiv Hiskijas, also mehreren Autoren zu. Ein rabbinischer Traktat aus dem 5. Jahrhundert erklärt das Präsens („Gott sagt“) in Jes 40,1 damit, dass die folgende Prophetie auch nach dem Abtreten des Propheten erging. Der jüdische Kommentator Abraham ibn Esra stellte 1145 fest, dass der Name „Jesaja“ ab Kapitel 40 fehlt: Daher müsse dieser Buchteil analog zum Samuelbuch nach dem Tod des Propheten verfasst worden sein.
Die historisch-kritische Methode entwickelte sich während der Aufklärung besonders aus dem offenkundigen Widerspruch im Jesajabuch: Ein Prophet, der seit etwa 740 v. Chr. in Jerusalem auftrat, hätte über 200 Jahre alt werden müssen, um das ab Jes 40 angekündigte Ende des babylonischen Exils zu erleben. Er hätte den Perserkönig Kyros II., den Jes 44,28; 45,1 namentlich nennt, nicht voraussagen können. So erklärte der evangelische Alttestamentler Johann Christoph Döderlein 1775 erstmals: Weil der zuvor angekündigte Messias (Jes 9; 11) nicht mit Kyros gleichzusetzen sei, habe wahrscheinlich ein anderer, namenloser Prophet am Ende des babylonischen Exils den Teil Jes 40ff. verfasst. Bernhard Duhm verhalf dieser These 1892 zum Durchbruch in der AT-Forschung. Er nannte den Autor von Jes 40–55 „Deuterojesaja“ und schrieb Jes 56–66 einem weiteren anonymen Propheten zu, den er „Tritojesaja“ nannte. Seitdem wurden mindestens drei verschiedene Propheten angenommen, deren Verkündigung später zu diesem Buch zusammengestellt wurde.
Während die Zweiteilung des Buchs bis heute anerkannt ist, sind die Dreiteilung und einheitliche Autorschaft der Unterteile seit den 1980er Jahren umstritten. Oft wird Jes 40–66 als kontinuierliche Fortschreibung verschiedener nachexilischer Redaktionen erklärt. Dabei widmet die Forschung den kompositorischen Querbezügen durch das ganze Buch und den Aussageabsichten einer vermuteten Endredaktion (synchrone Analyse) gegenüber den weiter anerkannten zeitgeschichtlichen und theologischen Unterschieden (diachrone Analyse) stärkere Aufmerksamkeit. Diesem Forschungsstand widersprechen einige Exegeten, die den größten Anteil des Buchs weiterhin einem historischen Jesaja des 8. Jahrhunderts v. Chr. zuschreiben, also Jes 40–66 als echte, vorexilische Prophetie ansehen. Für die meisten historisch-kritischen Forscher ist diese Ansicht unhaltbar. Jedoch erkennen sie viele sprachlinguistische, strukturelle und inhaltliche Argumente für eine einheitliche Konzeption des ganzen Buchs an.
Welche Texte des ersten Teils vom historischen Jesaja ben Amoz stammen, ist stark umstritten. Uwe Becker (1997) hielt nur die Zeichenhandlung 8,1.3.16. und den Berufungsbericht (6) ohne Verstockungsmotiv für authentisch. Aus diesem Kern sei das heutige Buch gewachsen. Mit Ulrich Berges, Martin Sweeney und Erhard Blum halten viele Forscher heute einen größeren Textbestand für jesajanisch, den sie mehreren Phasen seines Wirkens zuordnen:
| Zeit                                           | Textanteile                                                                            |
| ---------------------------------------------- | -------------------------------------------------------------------------------------- |
| 740–736                                        | in Jes 1–2                                                                             |
| 735–732 Syrisch-Ephraimitischer Krieg          | 1,21–31 5,1–24 6 7,2–17.20 8–9,6 15–16,12 29,15–24                                     |
| 724–720                                        | 5,25–30 9,7–10,4 10,5–34 14,24–27 17–18 19,1–17 29,1–14                                |
| 715–701 Hiskijas Aufstandspläne gegen Assyrien | 1,2–18 2,6–19 3,1–9.12–15 3,16–4,1 14,4–21.28–32 22,1–25 23,1–14 28 30,1–18 31 32,9–14 |

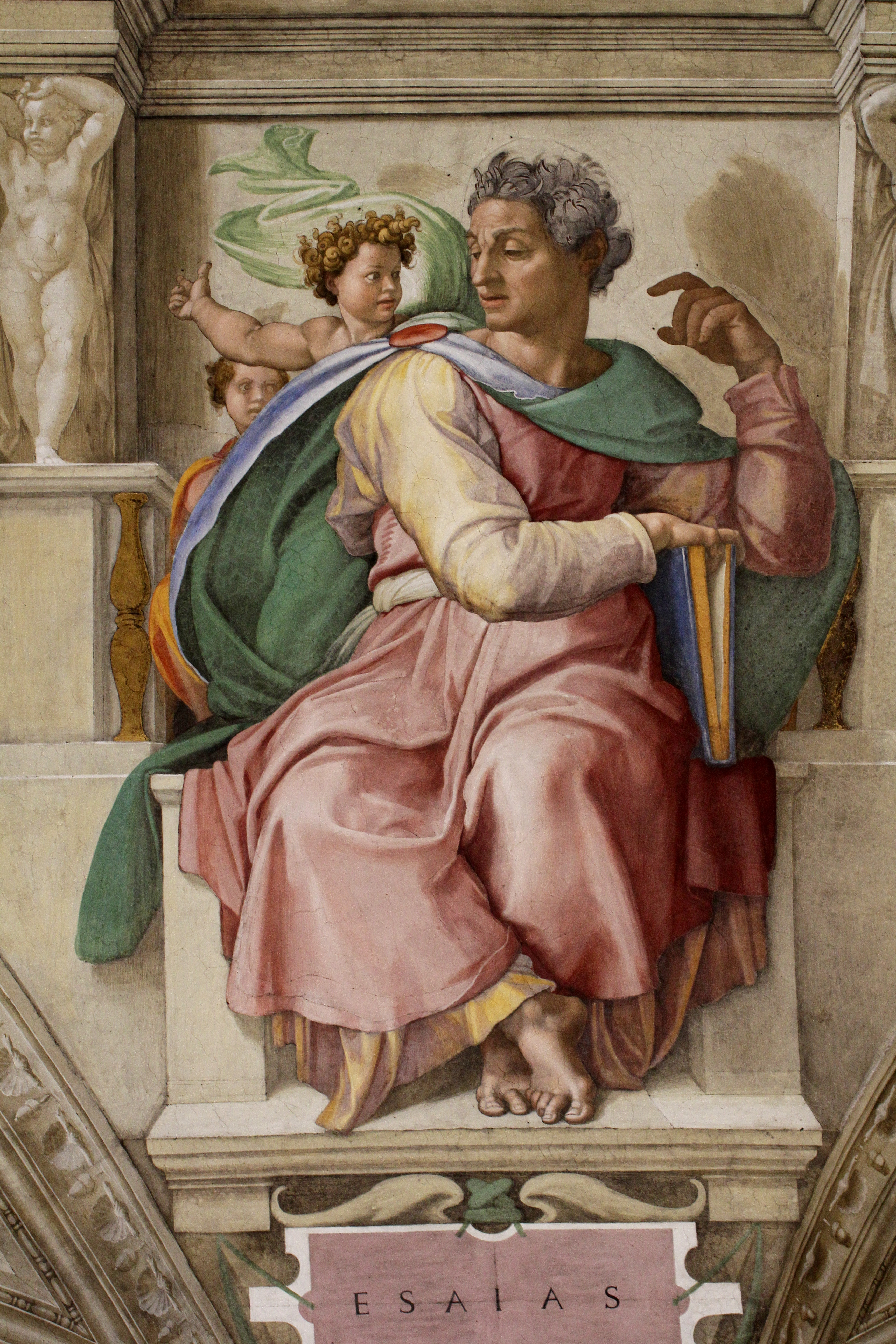
Darstellung von Michelangelo in der Sixtinischen Kapelle (1509)

Möglicherweise schrieb Jesaja seine Worte selbst auf, wie es Jes 8,1  und 30,8  nahelegen, und/oder ein Schülerkreis (Jes 8,16 ) sammelte und überlieferte sie. Als älteste Sammlungen gelten folgende Texte:
| Text                             | Inhalt                                 |
| -------------------------------- | -------------------------------------- |
| 5,1–7 5,8–24                     | Weinberglied Weherufe                  |
| 6–8                              | „Jesajadenkschrift“ (Karl Budde, 1900) |
| 28,1–4 29,1–4.15f. 30,1–5 31,1–3 | Weherufe                               |

Hermann Barth weist Texte, die Assyriens späteren Niedergang voraussetzen, einer hypothetischen Assur-Redaktion aus der Zeit des judäischen Königs Joschija (~640–609 v. Chr.) zu. Diese habe die schon verschrifteten älteren Textblöcke durch Überleitungen und neue Kapitel ergänzt, verknüpft und eventuell bereits zu einem Buch zusammengestellt. Dazu zählt er die Texte Jes 7,1–4.10.18f.21–25; 15,2b; 16,13f.; 20; 23,1a.15–18; 27; 30,19–33; 32,1–8.15–20; 36–37 (übernommen aus 1 Kön 18–19). Analog zu Jer 52  und 2 Kön 24  habe also ein geschichtlicher Anhang dieses Buch abgeschlossen.
Nach dem babylonischen Exil wurden in das vermutete Jesajabuch der Joschijazeit weitere Texte eingefügt, die im Exil entstanden und darauf vorausweisen. Dazu zählt man mindestens 13,1.19; 14,4.22; 21,9; 38–39. Die Kapitel 40–66 werden entweder als unabhängig entstandene Bücher, die mehrere Redaktoren stufenweise mit Protojesaja verknüpften, oder als dessen kontinuierliche Fortschreibung erklärt. Ulrich Berges datiert die Endredaktion für Gesamtjesaja auf die Zeit nach dem Tempelneubau (um 500 v. Chr.), Odil Hannes Steck dagegen auf die Zeit Alexanders (um 300 v. Chr.).

## Theologie
Jesaja ben Amoz trat ab etwa 740 v. Chr. öffentlich in Jerusalem auf und reagierte auf die damalige Verarmung großer Bevölkerungsteile mit einer scharfen Sozialkritik, die „Recht und Gerechtigkeit“ für die Armen und Schwachen einklagte und Israels Überleben davon abhängig sah (1,21–26; 5,1–10; 10,1–3). Ab 734 v. Chr. wollte das Nordreich Israel mit dem Südreich Juda eine Allianz gegen das expandierende Assyrien bilden. Dagegen riet Jesaja Ahas, dem damaligen König Judas, allein auf JHWH zu vertrauen, den Gott Gesamtisraels. Diese grundsätzliche, am ersten Gebot orientierte Kritik an jeder auf militärische Sicherheit gerichteten Politik behielt er bis ans Ende seines Wirkens bei.
Der Fall des Nordreichs (722 v. Chr.), der Jesajas Warnungen Recht gab, kann sich in Jes 28,1–4 spiegeln. Ab 705 stellte Judas König Hiskija Tribute an Assur ein und provozierte damit dessen Herrscher Sanherib, Judas Vasallenstatus mit einem Krieg wiederherzustellen. Dazu rückte er mit seinem Heer gegen Jerusalem vor und belagerte es (2 Kön 18,7.13). Erneut warb Jesaja in dieser Lage für Vertrauen auf JHWH (28,12.16f.; 30,15). Tatsächlich entging Jerusalem damals noch einmal der Eroberung und Zerstörung.
Jesaja nennt JHWH den „Heiligen Israels“: Gottes Heiligkeit, seine absolute Überlegenheit über alle Weltläufe, nötigt ihn zugleich, Gottes leidenschaftlichen Zorn und sein Gericht über das Unrecht an den Armen anzukündigen. Diese Gerichtsansagen nennen die brutale Unterdrückung ebenso radikal beim Namen wie die früherer Propheten (Amos, Micha). Sie sollen dem erwählten Volk Israel eine neue Lebenschance eröffnen. Darum spricht Jesaja von einem „Rest“, der verschont bleibe (1,8f.; 30,17). Weil er selbst Sündenvergebung erfuhr (6,7), widersprechen Aussagen zur „Verstockung“ (6,8f.) und Jerusalems endgültiger Schuld (22,14) nicht anderen Aussagen, die Gottes Gericht als Läuterung auffassen (1,21ff.) und ein alternatives Verhalten andeuten, das das Gericht aufhalten kann. Erst nach dem Untergang beider Königreiche wurde jene Verstockung wohl als nicht revidierbarer prophetischer Auftrag verstanden und formuliert. Gottes Heiligkeit entspricht auch Jesajas kontinuierliche Kritik am Hochmut und Selbstbehauptungswillen der Herrscher: Je mehr sie sich selbst verteidigen und retten wollen, umso mehr verfallen sie jenen Mächten, vor denen sie sich mal rebellierend, mal sich unterwerfend abzusichern suchen. Wirklichen Frieden („Ruhe“) gebe es nur im alleinigen Vertrauen auf den Gott, der Israel erwählt und gerettet habe und wieder retten werde. Daraus könne ein Mensch angstfrei für andere handeln, Erschöpften Ruhe verschaffen (28,12) und Armen zu ihrem Recht verhelfen. Weil sich die städtische Oberschicht (1,21), das Nordreich und die Vertreter Judas (5,7) diesem Vertrauen verweigerten, falle ihre Schuld auf das ganze Volk und mache es krank (1,4–6). So verknüpfte Jesaja innenpolitische Sozialkritik mit Kritik an Militär- und Außenpolitik.
Spätere Texte sprechen von JHWHs Gnade, Aufhebung der unheilbaren Krankheit und Schuld am Berg Zion (30,18.26; 33,24). Dort ist JHWH für Jesaja gegenwärtig, auch in einer persönlichen Krise (8,17). Die Bedrohung des Zion von innen wie außen war daher seine Hauptsorge. Nur durch die Garantie von Recht für die Armen, Schwachen und Hilflosen könne Jerusalem sich retten und wieder „Stadt der Gerechtigkeit“ heißen (1,26f.).
Dann würden die Völker dorthin pilgern, um JHWHs Rechtswillen zu erfahren, und freiwillig abrüsten (2,2–4). Von dort aus herrsche JHWH als wahrer König über alle Herrscher der Welt; dort werde er seinen künftigen davidischen Vertreter einsetzen, der seine Gerechtigkeit verwirkliche (9; 11). Dort werde Gott den Völkern das Festmahl des Schalom bereiten (25,6f.). Wie Jesajas Worte auf Zeitgenossen wirkten, ist nicht überliefert; die jahrhundertelange Fortschreibung seiner Prophetie zeigt jedoch die Autorität, die er seit seinem Auftreten genoss.
Jesaja interpretierte die Bedrohung Israels durch die Assyrer als Strafe Gottes für die Abweichung Israels vom rechten Weg JHWHs. So betrachtete er die assyrischen Heere als JHWHs Strafwerkzeug:
Jes 10,5f. : „Wehe Assur, dem Stock meines Zorns! Der Knüppel in ihrer Hand, das ist meine Wut. Gegen eine gottlose Nation sende ich ihn und gegen das Volk meines Grimms entbiete ich ihn, um Beute zu erbeuten und Raub zu rauben, um es zu zertreten wie Lehm in den Gassen.“
Jes 10,22-25  bekräftigt das Strafgericht als feststehend und begrenzt es zugleich: „Israel, wenn auch dein Volk so zahlreich ist wie der Sand am Meer – nur ein Rest davon kehrt um. Vernichtung ist beschlossen, Gerechtigkeit flutet heran. Denn fest beschlossene Vernichtung vollstreckt der Herr, der GOTT der Heerscharen, inmitten der ganzen Erde. Darum – so spricht der Herr, der GOTT der Heerscharen: Fürchte dich nicht, mein Volk, das auf dem Berg Zion wohnt, vor Assur, das dich mit dem Stock schlägt und das seinen Knüppel gegen dich erhebt nach der Art Ägyptens. Denn nur noch wenig, kurze Zeit, dann wird die Wut zu Ende sein und mein Zorn macht sie zunichte.“
Zusammenfassend identifiziert Konrad Schmid vier Themenbereiche für die Theologie von Protojesaja (Jes 1-39):
1. Gericht und Heil hängen miteinander zusammen. Der Verstockungsauftrag reflektiert das Thema der Gerichtsprophetie.
2. Zion: Der historische Jesaja stammt wohl aus Jerusalemer Priesterkreisen. Zion, Tempel und die Gegenwart Adonais in Jerusalem sind Garanten für die Uneinnehmbarkeit. Es ist unvorstellbar, dass Jerusalem eingenommen wird, was an Sanheribs Scheitern 701 exemplarisch deutlich gemacht wird (Jes 36-39)
3. Königtum Gottes: Die Vorstellung vom König ist eine Zentralaussage der Zionstheologie. Adonai ist König und die konkreten geschichtlichen Herrschergestalten, die in den Messiasverheißungen zum Ausdruck kommen, stehen im Rahmen der göttlichen Königsherrschaft.
4. Messias: Ursprünglich ist keine endzeitliche, königliche Heilsgestalt gemeint, sondern Schmid bezieht die Immanuelverheißung auf Hiskia (7,14), die nächste Aussagen (8,23-9,6) auf die Geburt Josias. Nur für 11,1-5 erwägt er, dass es sich um eine authentische Herrscherweissagung handelt.

Für Deuterojesaja hebt Konrad Schmid fünf Themenbereiche hervor:
1. Erwählung des Kyrus: In Jes 45,1 wird der Perserkönig Kyrus als „Gesalbter Adonais“ bezeichnet, in 44,28 spricht Adonai von Kyrus als „meinem Hirten“. Hierdurch werden nationalreligiöse Engführungen aufgesprengt und Adonai wird zum Weltherrscher.
2. Monotheismus: Exemplarisch in Jes 45,5 wird von Adonai alleinige Existenz ausgesagt, neben dem „sonst keiner“ ist. Der inklusive Monotheismus der Priesterschrift wird hier zu einem exklusiven Monotheismus ausgebaut, der die Existenz anderer Götter verneint. Grund hierfür sind die politischen Verschiebungen: Das Leben in einem fremden Großreich erfordert ein neues, größeres Nachdenken über Gott.
3. Schöpfung: Gott ist alleiniger Schöpfer von allem anderen, was existiert. Schöpfung ist ein zentrales Kennzeichen des exklusiven Monotheismus. Gottes Geschichtstaten werden als Schöpfungsakte aufgefasst.
4. alter und neuer Exodus: Der alte Exodus aus Ägypten verliert an Bedeutung, da man sich in einer Situation von Gefangenschaft nicht sonderlich gut als ein herausgeführtes Volk verstehen kann. Daher wird der Ruf nach einem neuen Exodus, diesmal aus Babylon, notwendig. Auch Jes 43,16–21 kennt ein Wasserwunder: Gott gibt seinem Volk Wasser in der Wüste.
5. Israel als Erzvätervolk: Jes 41,8–10 ist ein Beispiel für die Verknüpfung des Volks mit dem Namen Israel. Die Väterverheißungen, insbesondere die Landverheißung, wird aktiviert. Darüber hinaus werden klassische Königstermini nun auf das Volk übertragen: Knecht Adonais, Erwählung, und die Wendung „Fürchte dich nicht!“

## Kirchliche Gedenktage
- evangelisch: 6. Juli im Kalender der Lutherischen Kirche – Missouri-Synode
- römisch-katholisch: 9. Mai
- orthodox: 9. Mai
- armenisch: 9. Mai und 6. Juli
- koptisch: sein angenommener Todestag am 3. September